# Districte de Teplice
El districte de Teplice - (txec) Okres Teplice - és un districte de la regió d'Ústí nad Labem, a la República Txeca. La capital és Teplice.

## Llista de municipis
Bílina -
Bořislav -
Bystřany -
Bžany -
Dubí -
Duchcov -
Háj u Duchcova -
Hostomice -
Hrob -
Hrobčice -
Jeníkov -
Kladruby -
Košťany -
Kostomlaty pod Milešovkou -
Krupka -
Lahošť -
Ledvice -
Lukov -
Měrunice -
Mikulov -
Modlany -
Moldava -
Novosedlice -
Ohníč -
Osek -
Proboštov -
Rtyně nad Bílinou -
Srbice -
Světec -
Teplice -
Újezdeček -
Zabrušany -
Žalany -
Žim